# Prix Kerjacques
Prix Kerjacques är ett årligt travlopp för 6-10-åriga varmblod som körs på Vincennesbanan i Paris i Frankrike i början av maj. Det är ett Grupp 2-lopp, det vill säga ett lopp av näst högsta internationella klass. Loppet körs över distansen 2700 meter. Förstapris är 54 000 euro.
I 2018 års upplaga slog Traders på nytt världsrekord över 2700 meter, då han segrade på tiden 1.10,8, och slog därmed Readly Express och Bold Eagles tidigare världsrekord.

## Vinnare
| År   | Häst                                              | Tid                                               | Kusk                                              | Tränare                                           | Tvåa                                              | Trea                                              |
| ---- | ------------------------------------------------- | ------------------------------------------------- | ------------------------------------------------- | ------------------------------------------------- | ------------------------------------------------- | ------------------------------------------------- |
| 2025 | Inexess Bleu                                      | 1.11,5                                            | Alexandre Abrivard                                | Laurent-Claude Abrivard                           | Face Time / Émeraude de Bais (DH)                 |                                                   |
| 2024 | Usain Töll                                        | 1.11,1                                            | Benjamin Rochard                                  | Vitale Ciotola                                    | Gamay de l'Iton                                   | Hooker Berry                                      |
| 2023 | Etonnant                                          | 1.11,3                                            | Anthony Barrier                                   | Richard Westerink                                 | Usain Töll                                        | Hokkaido Jiel                                     |
| 2022 | Inget lopp                                        | Inget lopp                                        | Inget lopp                                        | Inget lopp                                        | Inget lopp                                        | Inget lopp                                        |
| 2021 | Davidson du Pont                                  | 1.11,9                                            | Nicolas Bazire                                    | Jean-Michel Bazire                                | Detroit Castelets                                 | Carat Williams                                    |
| 2020 | Inställt p.g.a. den pågående coronaviruspandemin. | Inställt p.g.a. den pågående coronaviruspandemin. | Inställt p.g.a. den pågående coronaviruspandemin. | Inställt p.g.a. den pågående coronaviruspandemin. | Inställt p.g.a. den pågående coronaviruspandemin. | Inställt p.g.a. den pågående coronaviruspandemin. |
| 2019 | Cleangame                                         | 1.12,6                                            | Jean-Michel Bazire                                | Jean-Michel Bazire                                | Carat Williams                                    | Blé du Gers                                       |
| 2018 | Traders                                           | 1.10,8                                            | Yoann Lebourgeois                                 | Philippe Allaire                                  | Valko Jenilat                                     | Carat Williams / Belina Josselyn                  |
| 2017 | Aubrion du Gers                                   | 1.12,4                                            | Jean-Michel Bazire                                | Jean-Michel Bazire                                | Amiral Sacha                                      | Valko Jenilat                                     |
| 2016 | Timoko                                            | 1.12,3                                            | Björn Goop                                        | Richard Westerink                                 | Africaine                                         | Univers de Pan                                    |
| 2015 | Ustinof du Vivier                                 | 1.13,3                                            | Matthieu Abrivard                                 | Sébastien Guarato                                 | Olmo Holz                                         | Uppercut de Manche                                |
| 2014 | Timoko                                            | 1.12,7                                            | Björn Goop                                        | Richard Westerink                                 | Rapide du Digeon                                  | Roi du Lupin                                      |
| 2013 | Royal Dream                                       | 1.13,1                                            | Jean Philippe Dubois                              | Philippe Moulin                                   | Main Wise As                                      | Roxane Griff                                      |
| 2012 | Main Wise As                                      | 1.13,0                                            | Sebastien Ernault                                 | Mike Lenders                                      | Royal Dream                                       | Roxane Griff                                      |
| 2011 | Quilon du Châtelet                                | 1.12,7                                            | Franck Nivard                                     | Axel Lenoir                                       | Rouge Vif                                         | Renommee d'Obret                                  |
| 2010 | Orlando Sport                                     | 1.13,7                                            | Sebastien Baude                                   | Roger Coueffin                                    | Quarla                                            | Opaline d'Atout                                   |